# ライオネル・ターティス国際ヴィオラ・コンクール
ライオネル・ターティス国際ヴィオラ・コンクール（英語：Lionel Tertis International Viola Competition）は、ヴィオラ奏者のためのコンクールである。イギリスのヴィオラのヴィルトゥオーゾ・ライオネル・ターティスをしのんで1980年に設立され、マン島ポート・エリンのエリン芸術センターで開催される。参加資格者は、年齢が30歳未満であること。プリムローズ国際ヴィオラコンクール、モーリス・ヴュー国際ヴィオラ・コンクールと並ぶ、三大ヴィオラ・コンクールの一つに数えられる。

## 入賞者

### 第1回（1980年）
- 第1位 ポール・ニューバウアー Paul Neubauer（アメリカ）
- 第2位 キム・カシュカシャン Kim Kashkashian（アメリカ）
- 第3位 受賞者なし

### 第2回（1984年）
- 第1位 シンシア・フェルプス Cynthia Phelps（アメリカ）
- 第2位 ポール・コレッティ Paul Coletti（イギリス）
- 第3位 Carla-Maria Rodrigues（ポルトガル／イギリス）

### 第3回（1988年）
- 第1位 Hsin-Yun Huang（台湾）
- 第2位 Jane Atkins（イギリス）
- 第3位 ジャン＝エリック・スーシ Jean-Eric Soucy（カナダ）

### 第4回（1991年）
- 第1位 受賞者なし
- 第2位 Tomoko Ariu（日本）、Andra Darzins（オーストラリア）
- 第3位 Esther Geldard（イギリス）

### 第5回（1994年）
- 第1位 ギラド・カルニ Gilad Karni（イスラエル）
- 第2位 松実健太（日本）
- 第3位 Scott Lee（台湾）

### 第6回（1997年）
- 第1位 ローランド・グラッスル Roland Glassl（ドイツ）
- 第2位 Steve Larson（カナダ）
- 第3位 Mikhail Bereznitsky（ロシア）

### 第7回（2000年）
- 第1位 受賞者なし
- 第2位 Agathe Blondel（フランス）
- 第3位 Arie Schachter（イスラエル）

### 第8回（2003年）
- 第1位 Yuval Gotlibovich（イスラエル）
- 第2位 マクシム・リサノフ Maxim Rysanov（ウクライナ）
- 第3位 Maya Rasooly（イスラエル）

### 第9回（2006年）
- 第1位 David Kim（アメリカ）
- 第2位 Peijun Xu（中国）
- 第3位 Ewa Grzywna（ポーランド／アメリカ）

### 第10回（2010年）
- 第1位 Milena Pajaro-van de Stadt（アメリカ）
- 第2位 Kyoungmin Park（韓国）
- 第3位 Veit Hertenstein（ドイツ）

### 第11回（2013年）
- 第1位 沈子钰 Ziyu Shen（中国）
- 第2位 東条慧（日本）
- 第3位 Matthew Lipman（アメリカ）、Shuangshuang Liu（中国）

### 第12回（2016年）
- 第1位 Timothy Ridout（イギリス）
- 第2位 Manuel Vioque-Judde（フランス）
- 第3位 Wenhong Luo（中国）

### 第13回（2019年）
- 第1位 Paul Vincent Laraia III（アメリカ）
- 第2位 Yuchen Lu（中国）
- 第3位 Paul Adrien Zientara（フランス）

### 第14回（2025年）
- 第1位 Sam Rosenthal（アメリカ）
- 第2位 Nicholas Garrigues（フランス）
- 第3位 Ami-Louise Johnsson（スウェーデン）

## 課題曲
- 第1回（1980年） ゴードン・ジェイコブ：ヴィオラ協奏曲第2番ト長調 Viola Concerto No. 2 in G Major (1979年)
- 第2回（1984年） Wilfred Josephs：ヴィオラ協奏曲 Concerto for Viola and Orchestra, Op. 131 (1983年)
- 第3回（1988年） ポール・パターソン Paul Patterson：ヴィオラ独奏のための「マナナンの湖」Tides of Mananan, Op. 64 (1988年)
- 第4回（1991年） John McCabe：ヴィオラ独奏のための「2月のソナチネ」 February Sonatina (1990年)
- 第5回（1994年） Michael Berkeley：ヴィオラ独奏のためのOdd Man Out (1994年)
- 第6回（1997年） リチャード・ロドニー・ベネット：ヴィオラ独奏のためのRondel (1996年)
- 第7回（2000年） サリー・ビーミッシュ：ヴィオラ独奏のためのPennillion (1998年)
- 第8回（2003年） John Woolrich：ヴィオラ独奏のためのThrough a Limbeck (2002年)
- 第9回（2006年） David Matthews：ヴィオラ独奏のためのDarkness Draws In, Op. 102 (2005年)
- 第10回（2010年） Roger Steptoe：ヴィオラ独奏のための「プチ・ソナチネ第1番」 Petit Sonatine I (2009年)
- 第11回（2013年） ピーター・マックスウェル・デイヴィス：ヴィオラ独奏のための「6つのソラーノ変形」 Six Sorano Variants (2012年)
- 第12回（2016年） Stuart MacRae： ヴィオラ独奏のためのfenodyree (2015年)
- 第13回（2019年） ロクサンナ・パヌフニク： ヴィオラ独奏のためのCanto (2018年)
- 第14回（2025年） Garth Knox： ヴィオラ独奏のためのThe Bridges of Newcastle (2024年)